# آریل (واشینگتن)
آریل (به انگلیسی: Ariel) یک منطقهٔ مسکونی در ایالات متحده آمریکا است که در واشینگتن (ایالت) واقع شده‌است. آریل ۱۰۶٫۰۷ متر بالاتر از سطح دریا واقع شده‌است.